# Breitenberg (Bregenzerwaldgebirge)
Der Breitenberg ist ein bis zu 1105 m ü. A. hohes Bergmassiv im äußersten Westen des Bregenzerwaldgebirges, er gehört zur Untergruppe der Schuttannenberge (nach SOIUSA). Mit sehr steilen Felswänden ragt er aus dem mittleren Vorarlberger Rheintal heraus.

## Lage
Der Breitenberg liegt am nördlichsten Ende des Hohenemser Gemeindegebiets und dominiert, zusammen mit dem Firstmassiv, das Gemeindegebiet von Dornbirn. Die höchste Erhebung liegt etwa 2900 m Luftlinie vom Zentrum der Stadt Dornbirn und etwa 1700 m, durch die Furche des Fallbaches getrennt, von der Bergstation der Karrenseilbahn entfernt.
Hinter dem Breitenberg (von Dornbirn aus gesehen) direkt anschließend, zwischen Staufen, Bocksberg und Schönem Mann, liegt auf einer Hochfläche die Alpe Schuttannen (1148 m ü. A.), auf welcher ein sehr seltenes Naturdenkmal, ein alter Weißdorn-Strauch, zu finden ist, welcher zu einem Baum zusammengewachsen ist.

## Geologie
Der Breitenberg besteht im Wesentlichen aus Kalkgestein und weist im Gesamten über 600 m aufragende Steilabbrüche auf. Das Gestein ist instabil und es ereigneten sich in der Vergangenheit große Felsstürze. Es wurde daher in Teilbereichen ein vollautomatisches Warn- und Informationssystem installiert (Geophone, Ankerkraftmessdosen, Extensometer, Fissurometer) und es bestehen unterhalb des Breitenbergs zusätzlich ein Auffangbecken und besondere Schutz- und Bauverbotszonen, da insbesondere die sogenannte „Gelbe Wand“ als konkret abbruchgefährdet gilt.
Die Felsstürze haben in der Vergangenheit auch zu Sagenbildung Anlass gegeben. Wegen des instabilen Gesteins sind die Felswände zum Klettern grundsätzlich nicht geeignet.
Der Breitenberg wurde vor allem im Bereich des Bergfußes im Laufe der Jahrhunderte zur Gewinnung von Schotter, Blocksteinen, Mühlsteinen, Wetzsteinen und anderem genutzt. Zwischen Dornbirn und Hohenems bestanden bis zu sieben Abbaustellen. Ein Teil des nordwestlichen Massives wurde vor vielen Jahrzehnten industriell-baubergbautechnisch im Tagebau erschlossen und wird bis heute zur Gewinnung von Schotter genutzt. Die bis in die 1980er Jahre üblichen Großsprengungen wurden zwischenzeitlich eingestellt.

## Naturschutz
Die im Gemeindegebiet von Dornbirn liegende Nordwestflanke des Breitenbergs ist zusammen mit der vorgelagerten Parzelle Haslach als Geschützter Landschaftsteil Breitenberg-Haslach ausgewiesen.

## Nationalsozialismus
1933 brachten einige der damals illegalen NSDAP-Mitglieder in Vorarlberg eine Hakenkreuz-Nachbildung an der frei stehenden Felswand des Breitenbergs an, die noch bis in die Zeit nach dem Zweiten Weltkrieg sichtbar war. Im unteren Bereich des Felsmassivs wurde in der Parzeile „In Stüona“ (hdt.: „In Steinen“) bereits in früher Zeit auf Dornbirner Gemeindegebiet händisch Gestein abgebaut. In den letzten Jahren des Zweiten Weltkriegs wurde hier ein Rüstungsbetrieb der Zahnradfabrik Friedrichshafen in den Berg getrieben. Ein Zugang ist heute noch sichtbar.

## Galerie

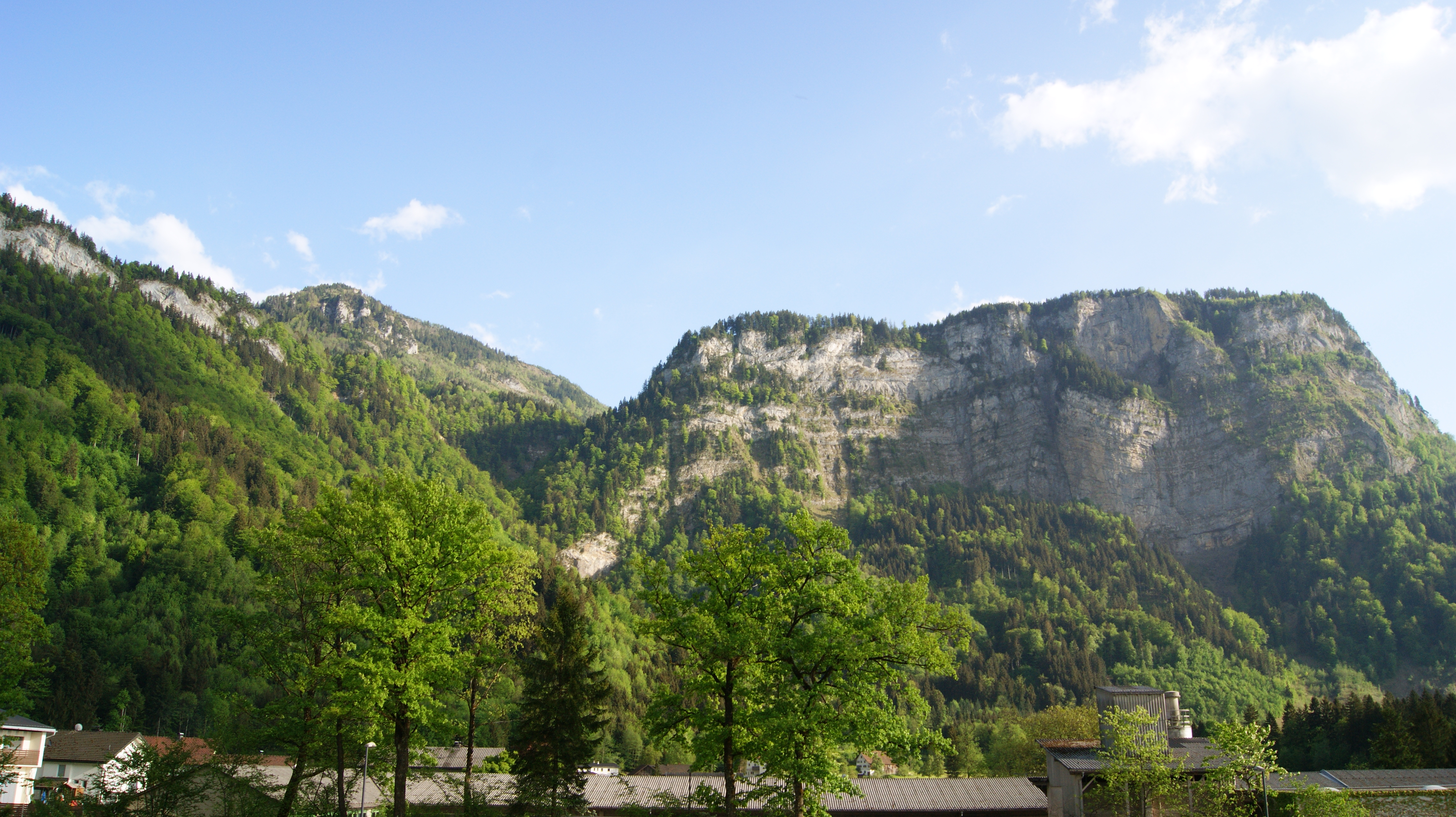
Ansicht des Breitenbergs von Osten, links im Hintergrund der Staufen
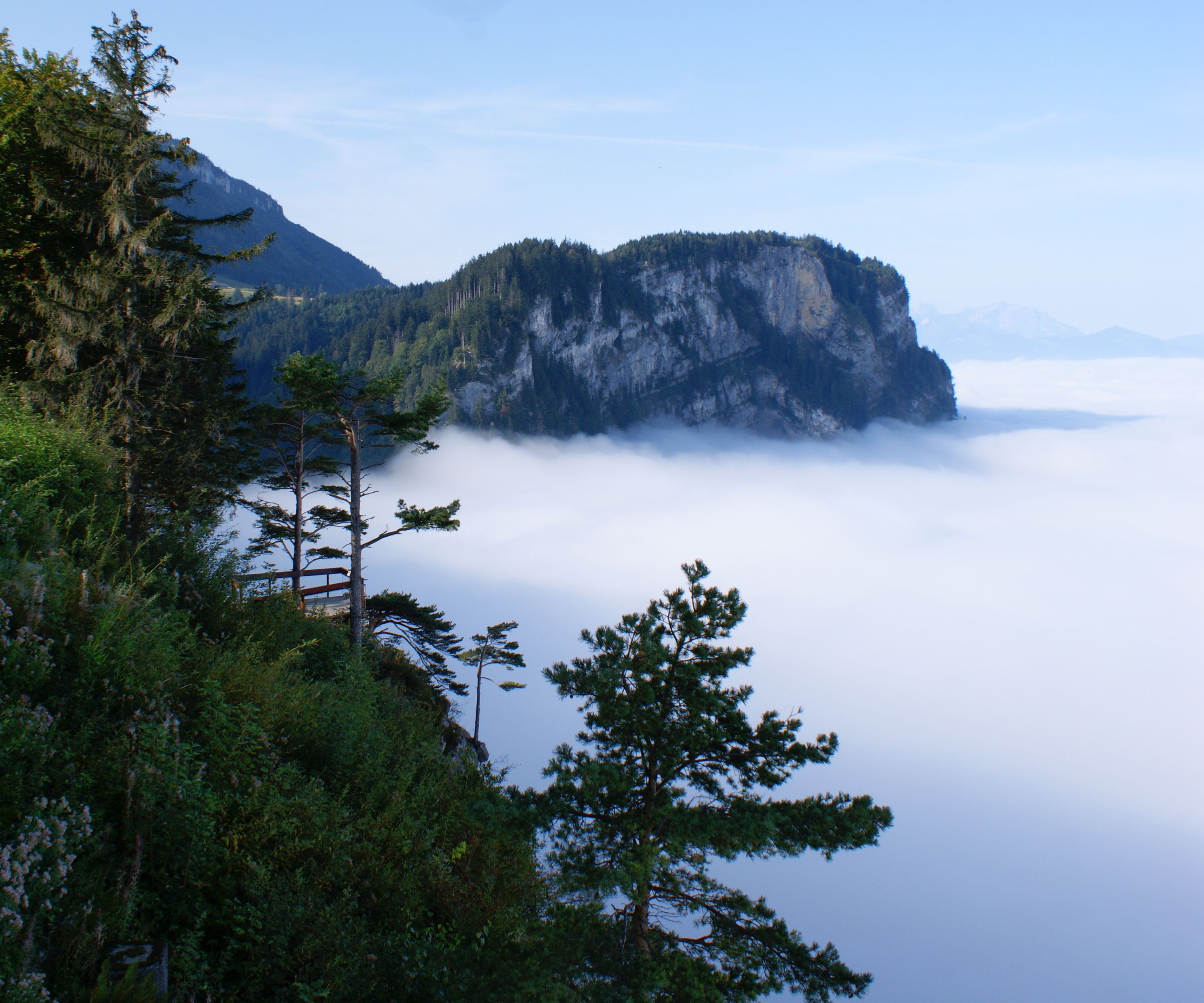
Blick vom Karren über das bewölkte Alpenrheintal zum Breitenberg
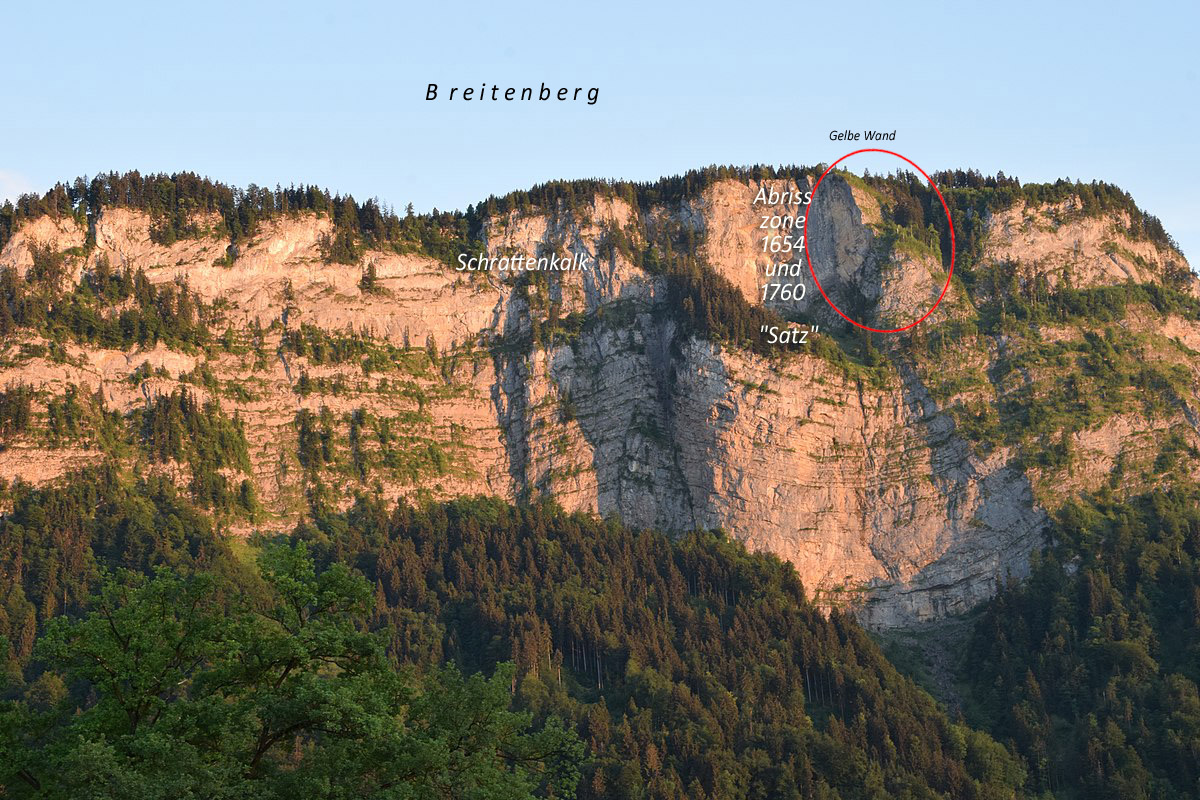
Ansicht der Felswand an der Ostseite mit Markierung der Felsstürze von 1654 und 1760
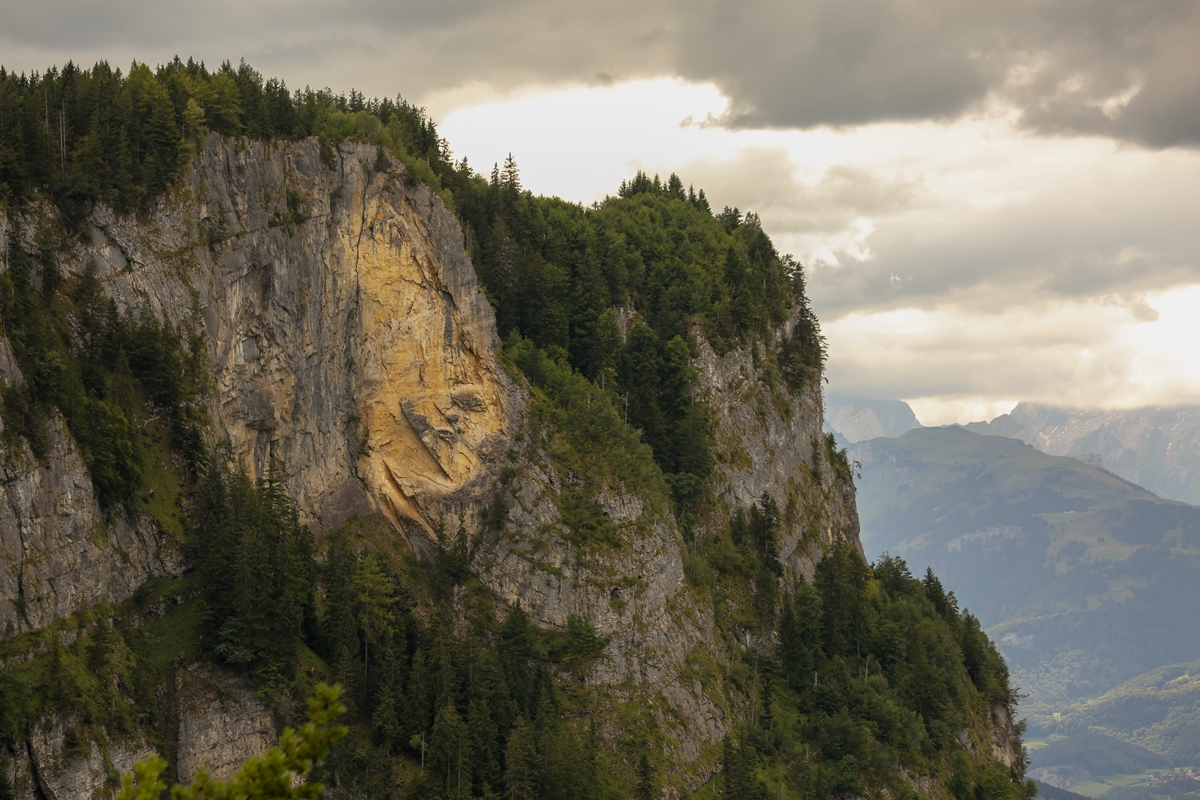
Detailansicht der sogenannten "Gelben Wand"
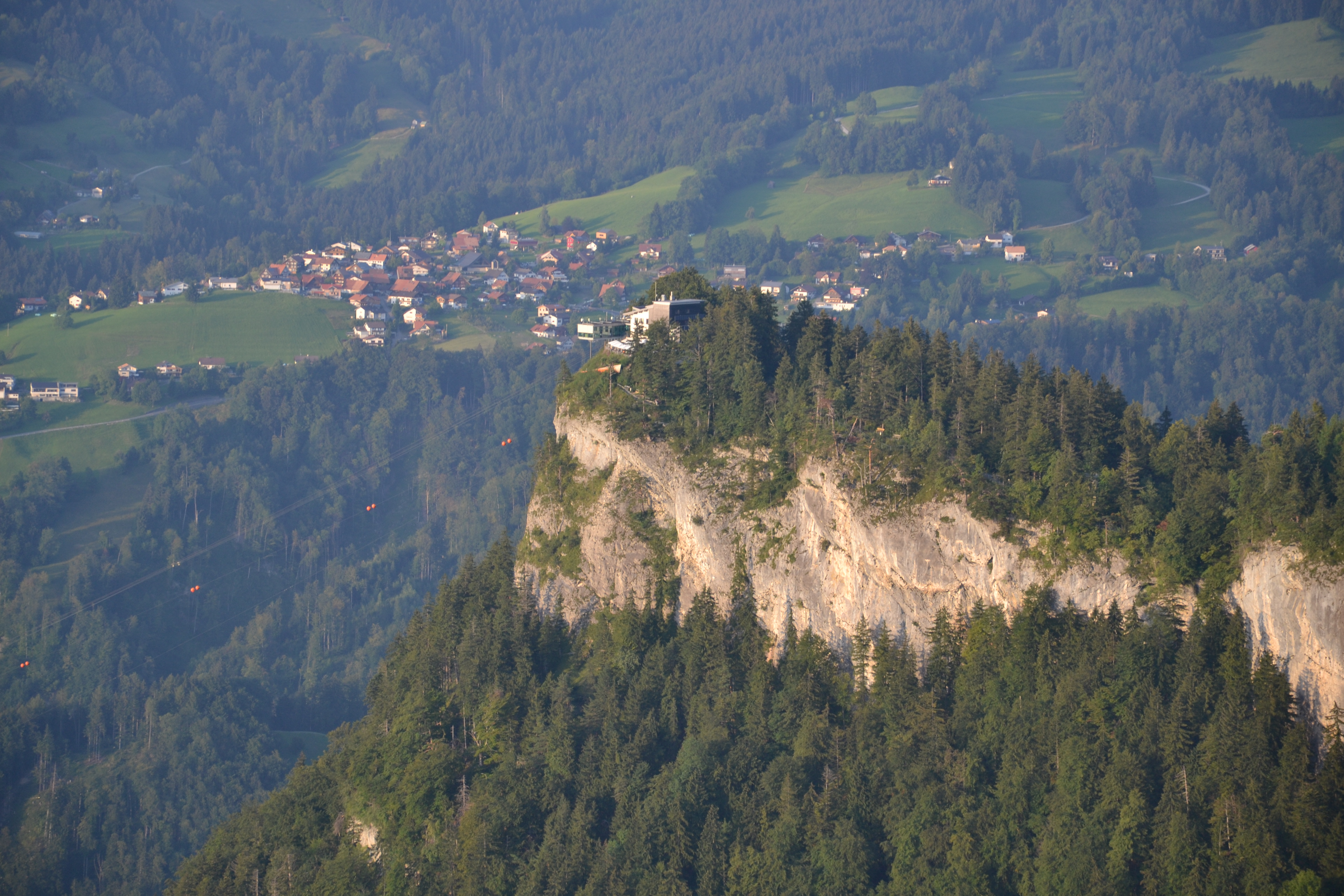
Blick vom Breitenberg zur Bergstation der Seilbahn auf den Karren
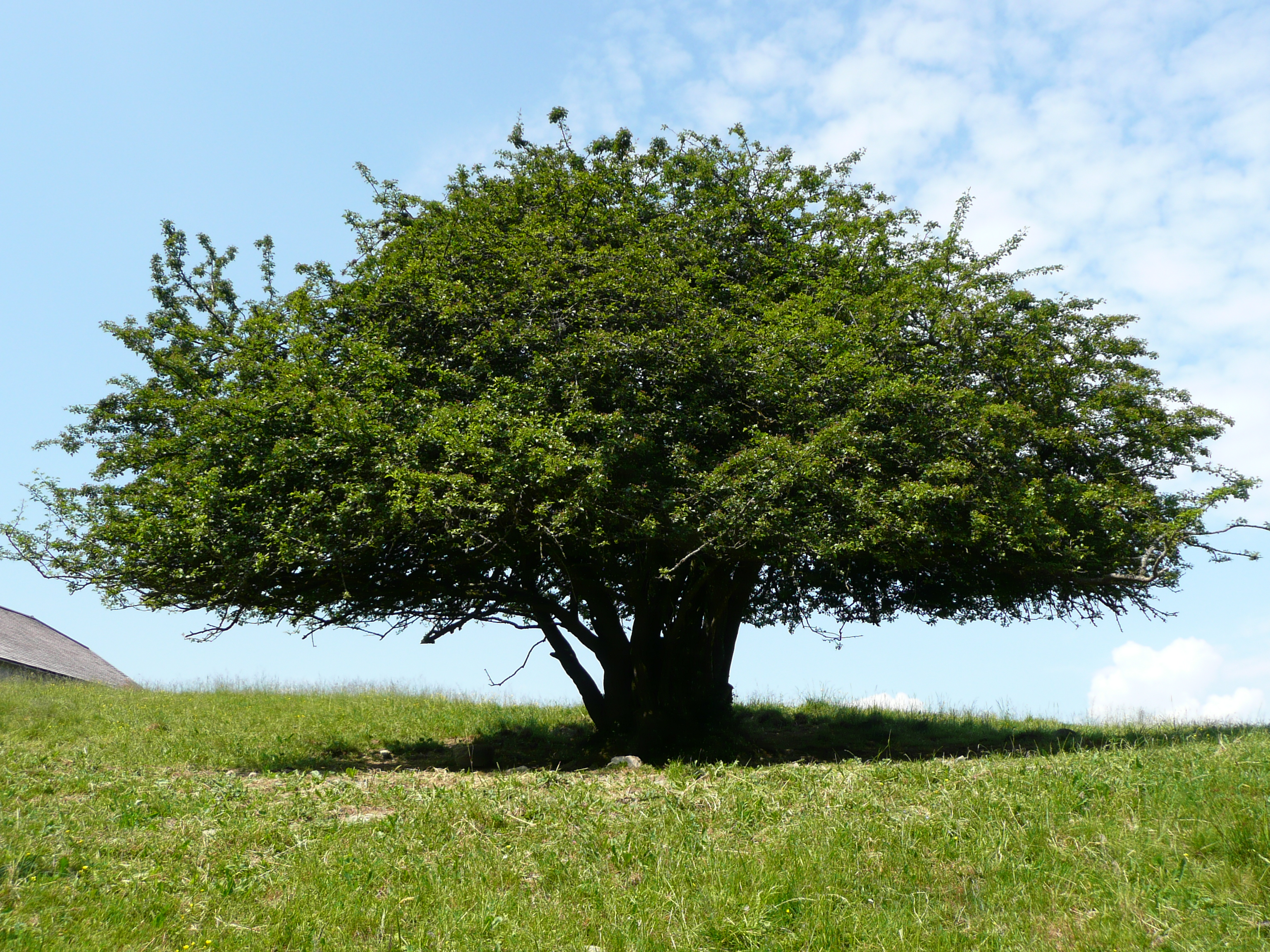
Weißdornstrauch in Baumform auf der Alpe Schuttannen hinter dem Breitenberg
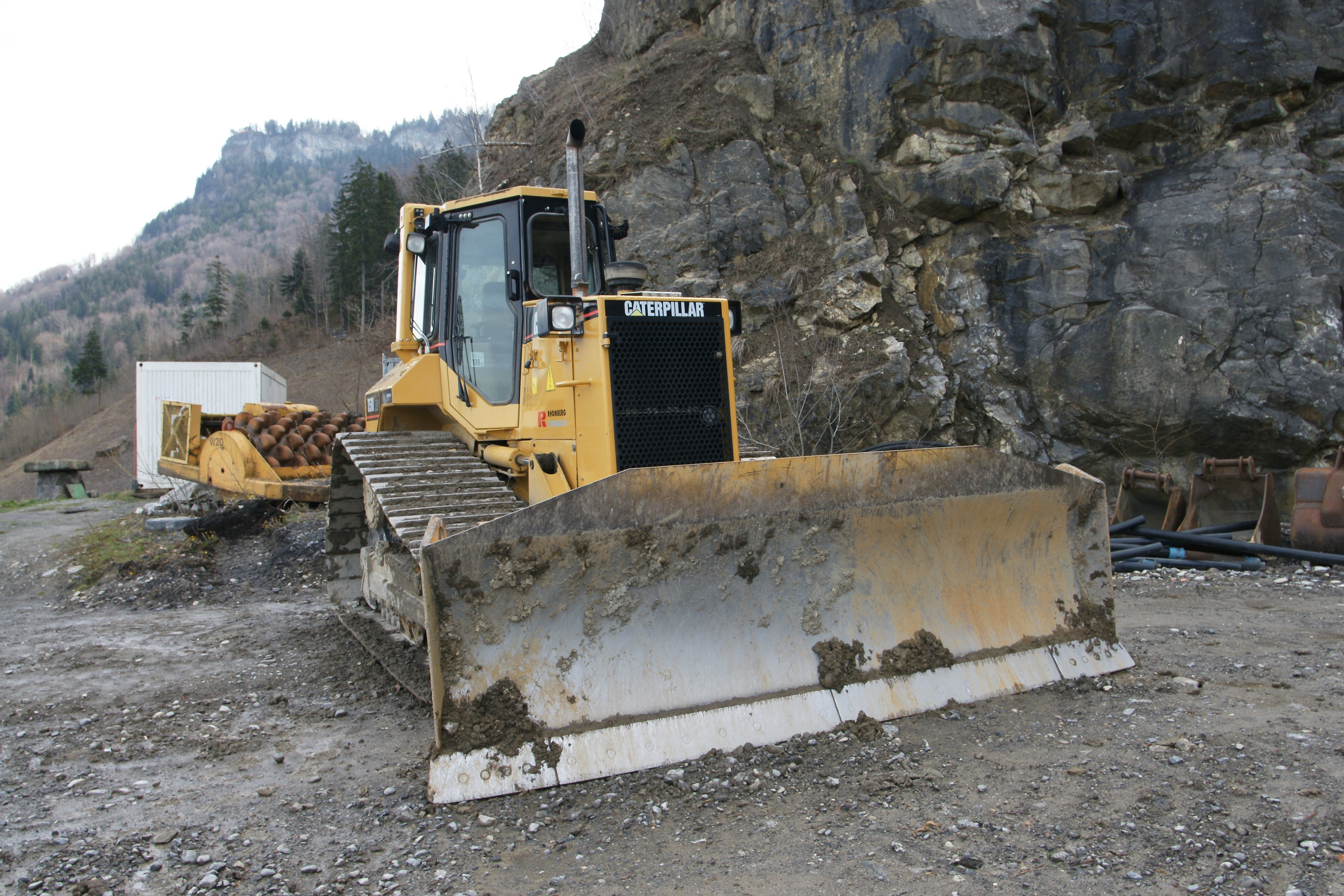
Steinbruch am Ostfuß des Breitenbergs